# We Have the Facts and We're Voting Yes
We Have the Facts and We're Voting Yes (2000) is de tweede elpee van de indieband Death Cab for Cutie. Door Barsuk werd het uitgegeven als cd. Het album is opgedragen aan Trevor Adams.

## Bezetting
- Ben Gibbard - zang, drums, percussie, Casiotone, organist
- Nick Harmer - bas
- Chris Walla - gitaar, elektrische piano, achtergrondzang, percussie, klokkenspel
- Nathan Good - drums in The Employment Pages en Company Calls Epilogue

## Track listing
1. Title Track (Gibbard)
2. The Employment Pages (Gibbard)
3. For What Reason (Gibbard)
4. Lowell, MA (Gibbard/Walla)
5. 405 (Gibbard)
6. Little Fury Bugs (Gibbard)
7. Company Calls (Gibbard/Harmer/Walla)
8. Company Calls Epilogue (Gibbard)
9. No Joy in Mudville (Gibbard/Harmer/Walla)
10. Scientist Studies (Gibbard)

Ben Gibbard · Chris Walla · Nick Harmer · Nathan Good · Michael Schorr · Jason McGerr
Albums: You Can Play These Songs with Chords · Something About Airplanes · We Have the Facts and We're Voting Yes · The Photo Album · You Can Play These Songs with Chords (Reissue) · Transatlanticism · Plans